# Jacques Calvet
 (mai 2010).
Si vous disposez d'ouvrages ou d'articles de référence ou si vous connaissez des sites web de qualité traitant du thème abordé ici, merci de compléter l'article en donnant les références utiles à sa vérifiabilité et en les liant à la section « Notes et références ».
Pour les articles homonymes, voir Calvet.
Jacques Calvet, né le 19 septembre 1931 à Boulogne-Billancourt et mort le 9 avril 2020 à Dieppe, est un homme d'affaires français. Il a notamment dirigé le groupe PSA Peugeot Citroën de 1984 à 1997.

## Parcours
Jacques Calvet est diplômé de la faculté de droit et de Institut d'études politiques de Paris. Il a été élève de l'ENA de 1955 à 1957 dans la même promotion que celle d’Édouard Balladur, Jérôme Monod et Jean Dromer.

### Au service de l'État (1959-1982)
Jacques Calvet entre en 1957 à la Cour des comptes. De 1959 à 1974, il travaille dans les différents cabinets ministériels de Valéry Giscard d'Estaing, y occupant successivement les postes de chargé de mission, conseiller technique, directeur adjoint puis directeur du cabinet à partir de 1970 jusqu'en 1974. Dans cette dernière période, il est surnommé le « vice-ministre » du fait de son rôle important.
En 1974, après l'élection de Valéry Giscard d'Estaing à la présidence de la République française, il rejoint la BNP, alors banque nationalisée. Il en devient directeur général en 1976 puis y succède à la présidence à Pierre Ledoux en 1979. Mais en 1982 il apprend un matin à la radio qu'il est débarqué de la banque par la nouvelle majorité socialiste qui applique son programme de nationalisation de la BNP.

### Aux commandes du groupe PSA Peugeot- Citroën - Talbot (1982-1997)
Repéré et approché par François Gautier, Jacques Calvet est engagé par la famille Peugeot en 1982 pour redresser le groupe PSA, qui est à ce moment-là en situation délicate à la suite des conséquences financières du rachat périlleux des actifs de Chrysler Europe. Il ne prend la présidence du directoire du groupe que deux ans plus tard. PSA est alors en état d’urgence absolu, endetté comme jamais.
PDG emblématique du groupe de 1984 à 1997, Jacques Calvet restructure profondément l'entreprise recentré sur deux marques Peugeot et Citroën. Il met fin à la marque Talbot. Il parvient à en faire un constructeur automobile européen de premier plan. Pour résumer son action : « Le groupe qu'il a trouvé en 1982 était en quasi-faillite avec 30,5 milliards de dettes. Il le laisse, en 1997, avec 17,6 milliards de fonds propres. L'action a dépassée les 1 200 francs en 1989, année où le groupe gagne 10,3 milliards. » Cette restructuration a été assez dure puisque les effectifs du groupe ont diminué de 50 % sur la période dans un contexte de grèves difficiles. Le groupe lance avec succès les modèles Peugeot 205 et 405 et Citroën BX et AX, qui marquent la résurrection du groupe, avec des ventes des deux marques très importantes. En 1996, il entame les négociations ECIA avec l'équipementier Bertrand Faure qui permet la création de la société FAURECIA en février 1997 
Jacques Calvet cultive en parallèle une vocation politique. Le sauvetage de PSA se fait dans un contexte de confrontation avec la gauche. En 1987, le président Mitterrand lui aurait dit « Vous êtes mon plus dangereux adversaire ». C'est le premier chef d'entreprise à participer, le 3 octobre 1988, à l'émission politique télévisuelle L'Heure de vérité. Se positionnant sans cesse comme défenseur de l’automobile française dans ses discours ou entretiens, il part ensuite en guerre contre les « technocrates de Bruxelles », s’en prenant avec passion à l’ouverture des frontières européennes aux voitures japonaises, à la monnaie unique et aux dévaluations compétitives en Europe. Il prend part au mouvement contre le traité de Maastricht de 1992.
En 1997, son successeur à la direction de PSA est Jean-Martin Folz.

### 1997-2000
Lors des élections législatives de 1997, Jacques Calvet brigue l'investiture du RPR pour la circonscription de Levallois-Perret Clichy, mais n'est pas investi et ne se présente donc pas.
Il occupe ensuite des postes de conseils extérieurs dans différentes grandes sociétés françaises (Société générale, Groupe André, Galeries Lafayette).
En 1999, il est le parrain de la deuxième promotion de l'École de guerre économique.

### Décès
Alors qu'il se trouvait dans sa résidence secondaire à Veulettes-sur-Mer en Seine-Maritime — la famille Calvet y possédait une maison de vacances depuis plusieurs décennies —, Jacques Calvet est hospitalisé à Dieppe où il s'éteint quelques jours plus tard le 9 avril 2020 à l'âge de 88 ans.

## Controverse avec leCanard enchaîné
En 1989, il intente un procès au journal satirique Le Canard enchaîné qui avait publié sa feuille de déclaration de revenu, faisant état d'une forte augmentation de ses revenus,. L'affaire ira jusqu'à la Cour européenne des droits de l'Homme, qui condamnera la France pour « violation de l’article 10 de la Convention européenne des droits de l'Homme » (liberté de la presse).

## Distinctions
- Chevalier de l'ordre des Palmes académiques
- Officier de l'ordre national du Mérite
- Officier de l'ordre du Mérite agricole
- Commandeur de la Légion d'honneur (1996)

## Hommage
Le Tennis-Club de Veulettes-sur-Mer renomma en 2020 le court numéro 2 "court Jacques & Françoise Calvet". Action voulue par le président du club pour les nombreux services rendus par Jacques Calvet qui était membre et contributeur du club et pour son épouse Françoise qui en fut la présidente.